# 布加伊夫卡 (拉季維利夫區)
50°9′9″N 25°14′11″E / 50.15250°N 25.23639°E
布哈伊夫卡（烏克蘭語：Бугаївка），是烏克蘭西北部的村莊，隸屬里夫內州的杜布諾區。該村始建1561年，面積1.88平方公里，海拔高度216米，2023年人口1,060，人口密度每平方公里664.7人。